# Samsimuruna
Samsimuruna fou una ciutat fenícia esmentada per primer cop en una inscripció de Sennàquerib vers el 701 aC, quan estava regida per un rei, Menahem, que va pagar tribut a Assíria. El nom del rei, Menahem, va fer pensar que es podia tractar de Menahem del regne d'Israel (conegut també com a Samària) que va governar de vers el 749 aC al 738 aC, però finalment es va descartar perquè el rei jueu havia mort molt abans de la inscripció i Samària no podria deformar-se a Samsimuruna. Segurament es tractava d'una ciutat fenícia que estava situada a la costa de la mediterrània libanesa al nord de Nahr al-Kalb, al sud de Biblos. El nom de la ciutat, sota un rei, torna a aparèixer sota Assarhaddon, que anomena al sobirà com Abibaal de Samsimuruna, i sota Assurbanipal, que igualment anomena el rei (Abibaal encara regnava) durant la seva campanya a Egipte del 664 aC. Només dos regnes continentals (Biblos i Samsimuruna) i dos insulars (Arvad i Tir) van evitar esdevenir províncies assíries. Encara tenia un rei en temps de Nabucodonosor II el Gran (605-562 aC).